# Tomás Sánchez de Ávila
Tomás Sánchez de Ávila, född 1550 i Córdoba, död den 19 maj 1610 i Granada, var en spansk jesuit och moralist. 
Sánchez trädde in i jesuitorden 1567. En stor del av livet ägnade han åt sitt författarskap. Sánchez kasuistiska undervisning har varit omstridd både inom och utom romersk-katolska kyrkan. Hans huvudverk om äktenskapet har tidvis stått på index. Einar Billing skriver i Nordisk familjebok att Sánchez "är en typisk representant för den kasuistiska jesuitiska etiken i dess degenererade gestalt. Särskildt är hans stora arbete De sancto matrimonio (Om det heliga äktenskapet; 3 band, 1602) ett afskräckande exempel på de rent osedliga konsekvenser, hvartill tillämpningen af jesuitetikens metoder på de sexuella frågorna kunde leda."